# Viktor Adolf zu Bentheim und Steinfurt
Viktor Adolf Wilhelm Otto zu Bentheim und Steinfurt (* 18. Juli 1883 in Potsdam; † 4. Juni 1961 in Burgsteinfurt, Münsterland) war ab dem 1. Oktober 1906 Erbprinz und ab dem 21. Januar 1919 Chef des Hauses Bentheim und Steinfurt. Er hieß danach amtlich Fürst zu Bentheim und Steinfurt.

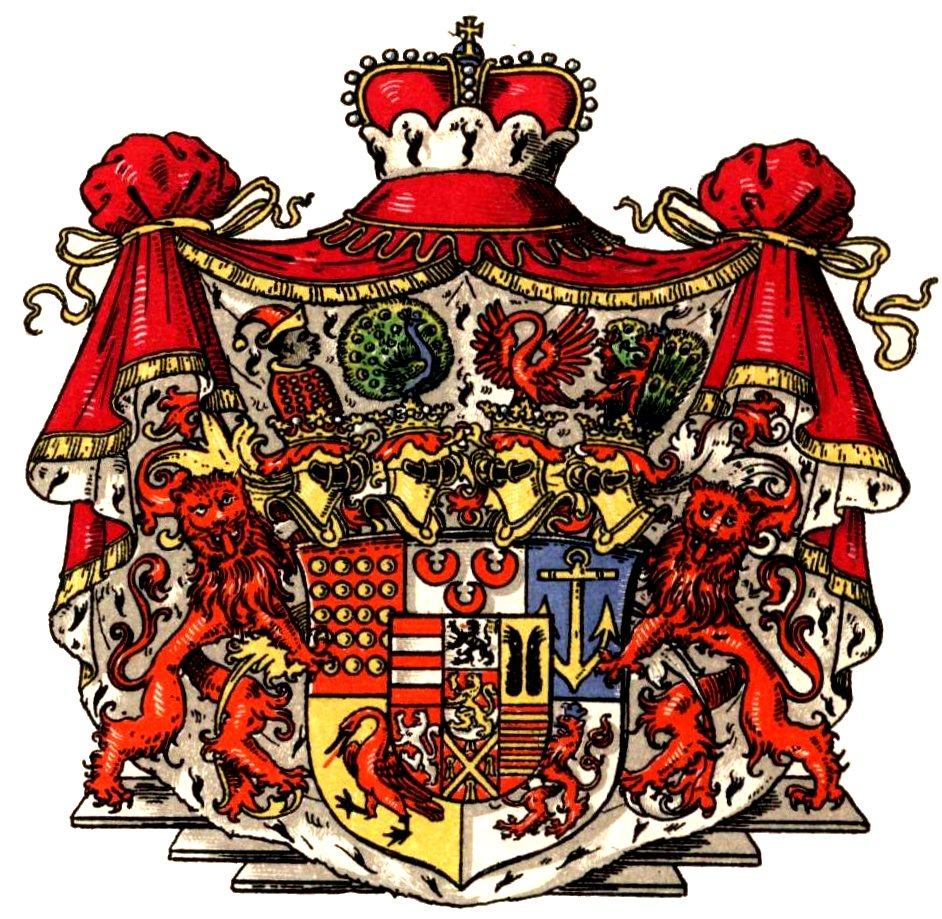
Wappen der Grafen und Fürsten zu Bentheim und Steinfurt nach 1589

## Leben

### Herkunft
Viktor Adolf zu Bentheim und Steinfurt war ein Sohn des Fürsten Alexis zu Bentheim und Steinfurt (1845–1919) und seiner Frau Pauline zu Waldeck und Pyrmont (1855–1925). Diese war die zweite Tochter des Fürsten Georg Viktor zu Waldeck und Pyrmont (1831–1893) und dessen ersten Frau Prinzessin Helene von Nassau (1831–1888). Ihre Schwester Emma war Königin der Niederlande.

### Werdegang
Viktor besuchte das Gymnasium Arnoldinum in Burgsteinfurt. Am 1. Oktober 1906 wurde er nach dem Verzicht seines älteren Bruders Eberwyn zum Erbprinzen. Er studierte Rechtswissenschaften in Bonn und wurde Mitglied des Corps Borussia Bonn. Seit 1908 arbeitete er als Rechtsreferendar. Er war schon vor 1912 beim 1. Garde-Ulanen-Regiment in Potsdam, als Rittmeister aktiver Offizier im Ersten Weltkrieg und erhielt mehrere Auszeichnungen. Von 1910 bis 1918 vertrat er seinen Vater als erbliches Mitglied als Abgeordneter in der württembergischen Kammer der Standesherren. Mit dem Tod seines Vaters am 21. Januar 1919 wurde er Familienoberhaupt des Hauses Bentheim und Steinfurt blieb er bis zu seinem Tod.
Sein Sohn Alexis Prinz zu Bentheim und Steinfurt war während des Zweiten Weltkriegs am 2. Dezember 1943 von Avignon aus zu seinem ersten Feindflug gestartet, kehrte jedoch nie zurück und galt lange als „über See vermisst“. Inzwischen steht fest, dass er am 2. Dezember 1943 südlich von Marseille im Luftkampf über dem Mittelmeer abstürzte und dadurch zu Tode kam.
Viktor Adolf Fürst zu Bentheim und Steinfurt war evangelisch-reformierter Konfession. Er starb am 4. Juni 1961 im Alter von 77 Jahren in Burgsteinfurt und wurde auf dem fürstlichen Familienfriedhof im Bagno beigesetzt. Da der älteste Sohn Alexis im Krieg fiel, wurde der jüngere Sohn Christian neues Familienoberhaupt.

## Ehe und Nachkommen
Am 9. September 1921 heiratete Viktor Adolf auf Schloss Ratibořice Stephanie zu Schaumburg-Lippe (* 19. Dezember 1899; † 2. Mai 1925), Tochter des Prinzen Friedrich zu Schaumburg-Lippe (1868–1945) und der Prinzessin Louise von Dänemark (1875–1906), Tochter des dänischen Königs Friedrich VIII.
Viktor Adolf und Stephanie hatten vier Kinder:
- Alexis Friedrich (* 30. Juli 1922; † 2. Dezember 1943, vor Marseille), deutscher Jagdflieger[9][10]
- Christian (* 9. Dezember 1923; † 12. Dezember 2023)[11], Chef des Hauses Bentheim und Steinfurt 1961–2023; ⚭ am 7. August 1950 Sylvia Gräfin von Pückler (* 16. Mai 1930; † 15. November 2013)[12]
- Adolf (*/† 2. Mai 1925)
- Viktor (*/† 2. Mai 1925)

Nachdem Stephanie 1925 während der Entbindung von den Zwillingen gestorben war, heiratete Viktor am 30. Juni 1931 in Lich Rosa Helene von Solms-Hohensolms-Lich (* 14. August 1901; † 14. April 1963), Tochter des Reinhard Ludwig zu Solms-Hohensolms-Lich (1867–1951) und Marka Klara Rosa Gräfin zu Solms-Sonnenwalde-Pouch (1879–1965).
Aus der zweiten Ehe gingen folgende sieben Kinder hervor:
- Juliane (* 22. Dezember 1932; † 2. Oktober 2013)
- Reinhard Georg (* 27. März 1934; † 4. April 2021) ⚭ 30. August 1975 Angelica Emmermann (* 1944)
- Maria Adelheid (* 14. April 1935) ⚭ 30. Dezember 1965 István Beliczey de Baicza (* 10. November 1936; † 22. Februar 2021)
- Charlotte Elisabeth (* 3. Juli 1936) ⚭ 23. Mai 1964 Wolfgang Winkhaus (* 11. Mai 1929), Geschäftsführer der Aug. Winkhaus GmbH & Co. KG
- Ferdinand (* 13. August 1938; † 19. September 2010)[13] ⚭ 10. Januar 1971 Leonie Keller (* 1946)
- Otto-Victor (* 24. Juli 1940; † 1. November 2016)
- Oskar Arnold (* 8. März 1946; † 3. August 2021)[14] ⚭ 16. August 1980 Margot Lueke (* 1938).

## Ehrungen
- Regierender Kommandator[15] des Johanniterordens